# 犁頭山下
犁頭山下，是台灣新竹縣竹北市的一個傳統地域名稱，位於該市東北部。相較於今日行政區，其範圍大致包括東海里北部、東興里北部、北興里東北部。

## 歷史
台灣清治末期至日治前期，犁頭山下地區為一街庄，稱為「犁頭山下庄」，隸屬於竹北一堡。該庄輪廓呈東南—西北方向狹長形，東北與犁頭山庄為鄰，東南與下山庄為鄰，西南邊為三崁店庄、東海窟庄、安溪藔庄，西北邊為豆仔埔庄。
1901年（日治明治三十四年）11月，全台廢縣廳改設二十廳，該庄隸屬於新竹廳。1909年（明治四十二年）10月，合併二十廳為十二廳，該庄隸屬不變。1920年（大正九年），廢十二廳改設五州二廳，該庄改制為「犁頭山下」大字，隸屬於新竹州新竹郡六家庄。1941年（昭和十六年），六家庄與舊港庄合併成立竹北庄，本地區改隸之。
戰後竹北庄改制為竹北鄉，隸屬於新竹縣，大字亦改制為村。1950年桃、竹、苗分治，本地區隸屬不變。1988年，竹北鄉升格為竹北市，村亦改制為里。目前本地區已拆分至各里。

## 交通
縣道117號是新豐埔和至香山內湖的道路，大致以東北－西南走向經過犁頭山下地區西北部，向東北轉北再轉西北經枋寮後轉東北可前往湖口、新豐後湖並止於省道台15線路口，向西南可前往六家、埔頂、新竹市區、香山等地。

## 廟宇
- 竹北蓮華寺（觀音寺，縣定古蹟）